# Clásico de Berlín
El Clásico de Berlín (en alemán: Berliner Derby, pronunciado /bɛʁˈliːnɐ ˈdɛʁbi/) es el nombre usado para varios partidos de fútbol entre dos clubes de Berlín, Alemania; principalmente se destaca el clásico entre el F. C. Unión Berlín y el Hertha BSC.

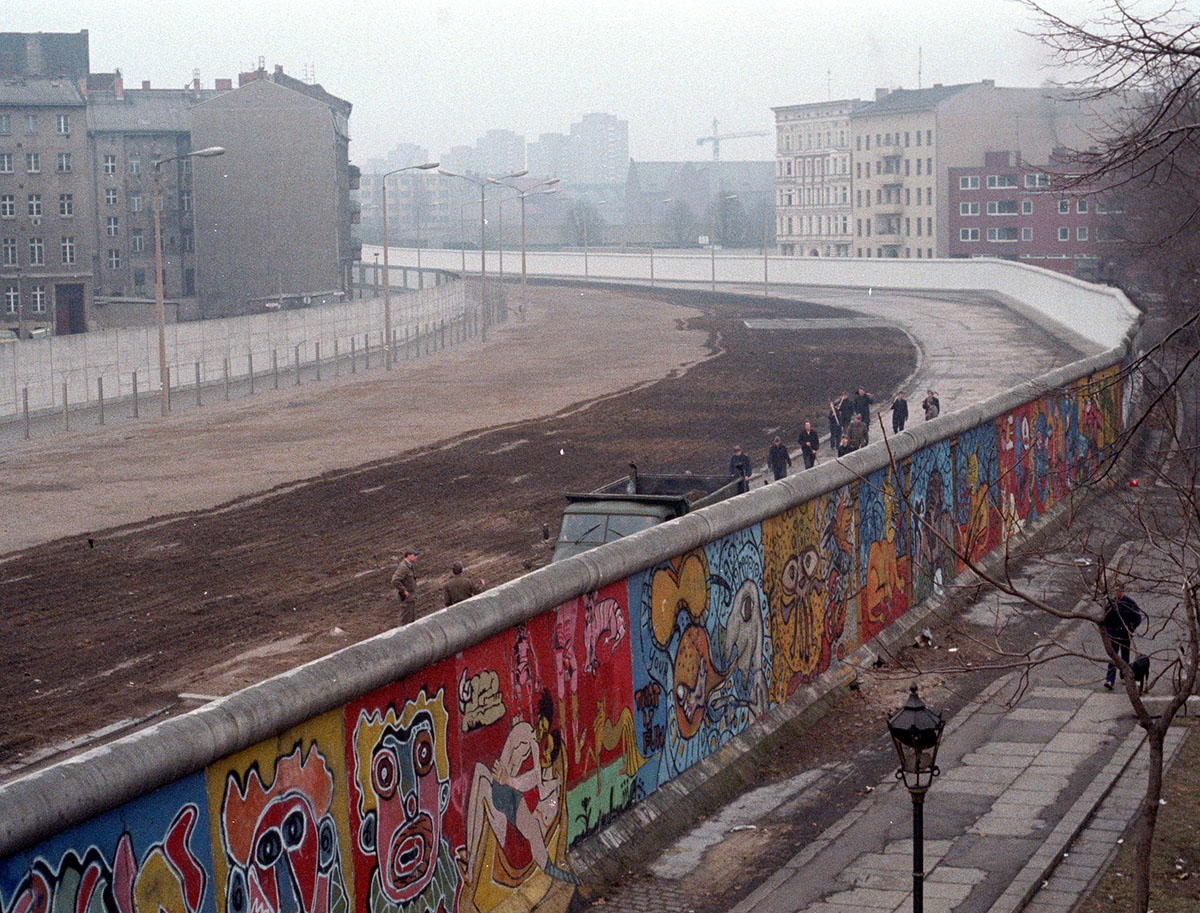
El Muro de Berlín en 1986, que separaba Berlín Este y Oeste y sus equipos de fútbol.

## Historia

### Reunificación de Alemania
El 9 de noviembre de 1989, el Muro de Berlín cayó después de 28 años de dividir política y físicamente a Berlín. El 27 de enero de 1990, 79 días después de la caída del Muro de Berlín, el Hertha BSC recibió al 1. F. C. Unión Berlín en el Olympiastadion en un amistoso ante 51 270 espectadores. Los fanáticos de ambos clubes pagaron la entrada en las respectivas monedas de Alemania Oriental y Occidental y cantaron canciones de la reunificación alemana cuando el Hertha ganó 2-1. El nuevo fichaje del Hertha, Axel Kruse, abrió el marcador en el Olympiastadion en el minuto 13, antes de que el centrocampista del 1. FC Union Berlin, André Sirocks, empatara el marcador en el 1-1 antes del descanso. El Hertha finalmente ganó el empate 2-1, gracias a un disparo de largo alcance de Dirk Greiser. Después de la reunificación, el 1. F. C. Unión Berlín se colocó en el tercer nivel NOFV-Oberliga Mitte, ganando la división en las tres temporadas que existió. Numerosos amistosos de menor importancia siguieron al histórico encuentro de enero de 1990 en el Olympiastadion.
En dos temporadas consecutivas a fines de la década de 1990, el Tennis Borussia Berlín se enfrentó al Hertha en la Copa de Alemania, durante un período en el que el Hertha era de los equipos fuertes de Alemania, pero TeBe también había adquirido un rico patrocinador y realizado fichajes costosos en esfuerzo por escalar las divisiones. En su primer encuentro en 1998, TeBe ganó 4-2 para avanzar sorprendentemente a los cuartos de final. En los dieciseisavos de final de 1999, Hertha luchó por una victoria por 3-2, pero requirió más tiempo para superar a sus vecinos.

### Era de la Bundesliga
En mayo de 2009, el 1. F. C. Unión Berlín ganó la 3. Liga, consiguiendo el ascenso a la 2. Bundesliga. El 8 de julio de 2009, Unión Berlín y Hertha jugaron en un amistoso en el Stadion An der Alten Försterei para celebrar la reapertura del estadio después de un período de renovación de una temporada en el que 2 000 voluntarios contribuyeron a la construcción del estadio, Hertha ganó 5-3 el amistoso, en un juego donde comenzaba un sentido de una rivalidad. El defensor de Hertha y el comentarista de radio Manfred Sangel recordaron "El locutor del estadio siguió teniendo una oportunidad y en uno de nuestros jugadores". El presidente del 1. F. C. Unión Berlín, Dirk Zingler, describió posteriormente la amistad entre Hertha y Unión Berlín como "El amor por la misteriosa amante comenzó a desmoronarse" después de la caída del muro de Berlín. Durante la temporada 2009-10, Hertha BSC descendió a la 2. Bundesliga.
El 17 de septiembre de 2010, F. C. Unión Berlín jugó contra Hertha BSC en el primer encuentro competitivo entre los equipos. El empate en el Stadion an der Alten Försterei terminó 1-1 frente a 18 432 espectadores. El juego de retorno en el Olympiastadion, jugado frente a 74 244 almas, terminó 2-1 a favor del F. C. Union Berlin, con el héroe de culto del Unión Berlín Torsten Mattuschka anotando el tiro libre ganador en el minuto 71. Para el tercer encuentro competitivo entre los dos, las señales de que el clásico comenzaba a convertirse exclusivamente en una rivalidad más que en una amistad comenzaban a mostrarse. Después de la victoria por 2-1 del Hertha en el Stadion An der Alten Försterei, el goleador del F. C. Union Berlin, Christopher Quiring, calificó a los aficionados del Hertha como "Wessis", un término semi-despectivo para los alemanes occidentales, y le dijo a Sport1 "Animan en nuestro estadio. ¡Eso me hace vomitar! Tienes que digerir eso primero. Me importa una mierda mi objetivo. Cuando los Weiss animan en nuestro estadio, me enferma". El técnico del F. C. Unión Berlín, Uwe Neuhaus, calificó posteriormente a Quiring de "Gran Unioner".
En mayo de 2019, el F. C. Unión Berlín ganó el ascenso a la Bundesliga por primera vez en su historia. Antes del primer clásico de Berlín de alto nivel en más de 40 años, el Hertha expresó su deseo de jugar el juego en el 30 aniversario de la caída del Muro de Berlín el 9 de noviembre de 2019. El presidente del Unión Berlín, Dirk Zingler, se negó y calificó el juego como un  "lucha de clases de fútbol", lo que llevó a que el juego se jugara una semana antes. Un penalti de Sebastian Polter en el minuto 87 aseguró la victoria por 1-0 para Unión Berlín; el juego fue suspendido temporalmente por el árbitro Deniz Aytekin, luego de que los fuegos artificiales disparados por los fanáticos del Hertha aterrizaran entre los fanáticos del Unión Berlín, así como en la superficie de juego. 1 100 agentes de policía estaban de servicio para el juego, y los fanáticos del Hertha quemaron camisetas, banderas y bufandas del F. C. Unión Berlín durante el juego. A los seguidores del Hertha BSC se unieron 20-25 seguidores del BFC Dynamo en el bloque de invitados. Tras el tiempo completo, el portero del F. C. Unión Berlín, Rafał Gikiewicz, se ganó elogios de los aficionados y de los medios de comunicación tras sacar a los ultras del Unión Berlín del terreno de juego, tras una reducida invasión del campo ideada para atacar a los aficionados del Hertha.
El segundo clásico de Berlín de la temporada, originalmente programado para el 21 de marzo de 2020, se debe jugar detrás de las puertas cerradas después de los consejos del Ministerio Federal de Salud (Alemania) (Bundesministerio Für Gesundheit-BMG), como resultado de la pandemia de COVID-19 en Alemania. El 22 de mayo de 2020, el Hertha BSC jugó contra el F. C. Unión Berlín en el Olympiastadion a puerta cerrada, ganando 4-0. El 4 de diciembre de 2020, Hertha ganó 3-1 contra el F. C. Unión Berlín teniendo expulsado un jugador, Robert Andrich. El segundo partido, disputado el 4 de abril de 2021, se saldó con un empate a uno. Al final de la temporada 2020-21, el Union Berlin había conseguido terminar mejor que el Hertha en la tabla final y también obtuvo una plaza de salida en la Europa Conference League. En la temporada 2021/22, el Unión Berlín había ganado tanto el partido de ida en su Stadion An der Alten Försterei como el de vuelta en el Olympiastadion (2-0 y 4-1). Además, ambos clubes se enfrentaron en los octavos de final de la Copa de Alemania en el Olympiastadion y el Union Berlin también ganó este partido (3-2). Por segunda vez consecutiva, el Union terminó por delante del Hertha en la clasificación final y volvió a obtener una plaza en la competición europea, ahora en la UEFA Europa League. Mientras tanto, el Hertha luchó contra el descenso de la Bundesliga y tuvo que disputar la eliminatoria de ascenso y descenso contra el Hamburgo SV, pero consiguió mantenerse en la liga (0-1 y 2-0).
En la 22/23 por tercera vez consecutiva el Unión Berlín quedaba por delante del Hertha Berlín, en esta temporada el Unión Berlín conseguiría derrotar en ambos encuentros de la Bundesliga (3-1 y 2-0) Y mientras el Unión Berlín conseguía la hazaña histórica de clasificarse a la UEFA Champions League por primera vez en su historia el Hertha Berlín descendía de categoría a la segunda división de Alemania después de 11 Años en la máxima categoría del fútbol alemán.

## Partidos

### Bundesliga
| Temporada | Fecha      | Competición      | Local              | Resultado | Visitante          |
| --------- | ---------- | ---------------- | ------------------ | --------- | ------------------ |
| 2022-23   | 28-01-2023 | Bundesliga       | Hertha BSC         | 0–2       | F. C. Unión Berlín |
| 2022-23   | 06-08-2022 | Bundesliga       | F. C. Unión Berlín | 3–1       | Hertha BSC         |
| 2021-22   | 09-04-2022 | Bundesliga       | Hertha BSC         | 1–4       | F. C. Unión Berlín |
| 2021-22   | 19-01-2022 | Copa de Alemania | Hertha BSC         | 2–3       | F. C. Unión Berlín |
| 2021-22   | 20-11-2021 | Bundesliga       | F. C. Unión Berlín | 2–0       | Hertha BSC         |
| 2020–21   | 04-04-2021 | Bundesliga       | F. C. Unión Berlín | 1–1       | Hertha BSC         |
| 2020–21   | 04-12-2020 | Bundesliga       | Hertha BSC         | 3–1       | F. C. Unión Berlín |
| 2019–20   | 22-05-2020 | Bundesliga       | Hertha BSC         | 4–0       | F. C. Unión Berlín |
| 2019–20   | 02-11-2019 | Bundesliga       | F. C. Unión Berlín | 1–0       | Hertha BSC         |
| 2012–13   | 11-02-2013 | 2. Bundesliga    | Hertha BSC         | 2–2       | F. C. Unión Berlín |
| 2012–13   | 03-09-2012 | 2. Bundesliga    | F. C. Unión Berlín | 1–2       | Hertha BSC         |
| 2010–11   | 05-02-2011 | 2. Bundesliga    | Hertha BSC         | 1–2       | F. C. Unión Berlín |
| 2010–11   | 17-09-2010 | 2. Bundesliga    | F. C. Unión Berlín | 1–1       | Hertha BSC         |

### Amistosos
| Fecha      | Competición | Local              | Resultado | Visitante          | Notas                    |
| ---------- | ----------- | ------------------ | --------- | ------------------ | ------------------------ |
| 31-08-2017 | Amistoso    | Hertha BSC         | 1–2       | F. C. Unión Berlín |                          |
| 08-07-2009 | Amistoso    | F. C. Unión Berlín | 3–5       | Hertha BSC         | [ Nota 3 ]               |
| 05-09-2002 | Amistoso    | Hertha BSC         | 0–1       | F. C. Unión Berlín |                          |
| 22-07-2001 | Amistoso    | F. C. Unión Berlín | 0–1       | Hertha BSC         |                          |
| 24-09-1999 | Amistoso    | Hertha BSC         | 4–0       | F. C. Unión Berlín |                          |
| 14-09-1994 | Amistoso    | F. C. Unión Berlín | 5–3       | Hertha BSC         |                          |
| 05-12-1993 | Amistoso    | Hertha BSC         | 1–0       | F. C. Unión Berlín | [ Nota 4 ]               |
| 14-08-1993 | Amistoso    | F. C. Unión Berlín | 3–3       | Hertha BSC         |                          |
| 11-02-1993 | Amistoso    | F. C. Unión Berlín | 1–2       | Hertha BSC         |                          |
| 31-01-1991 | Amistoso    | F. C. Unión Berlín | 3–0       | Hertha BSC         |                          |
| 12-08-1990 | Amistoso    | F. C. Unión Berlín | 2–1       | Hertha BSC         |                          |
| 27-01-1990 | Amistoso    | Hertha BSC         | 2–1       | F. C. Unión Berlín |                          |
| 19-01-1990 | Amistoso    | Hertha BSC         | 3–2       | F. C. Unión Berlín | [ Nota 5 ] [ 11 ] [ 12 ] |